# Chardry
Chardry va ser un escriptor en anglonormand del segle xiii. Les seves obres es conserven en tres manuscrits a Londres, Oxford i el Vaticà. És autor d'una obra de 1.900 versos, titulada le Petit-Plet, que descriu una discussió entre un ancià i un jove sobre la felicitat i les vicissituds de la vida humana. També va exercir el seu talent sobre temes devots amb la Vida de Sant Josafat (2.900 versos) i la Vida dels set Germans Dorments (1.800 versos), una llegenda molt estesa durant l'edat mitjana de set joves cristians d'Efes que, fugint de les persecucions de l'emperador Deci fugen i s'amaguen en una cova en la qual són emparedats i cauen en un sopor del qual els traurà el mateix Jesús.

## Obres
- Chardry Josaphaz, Set dormanz, und Petit plet; Dichtungen in der anglo-normannischen Mundart des XIII. Jahrhunderts. Zum ersten Mal vollständig mit Einleitung, Anmerkungen, und Glossar, Éd. John Koch, Wiesbaden, Sändig, 1968
- La Vie des set dormanz, Éd. Brian S. Merrilees, London, Anglo-Norman text society, 1977
- Le Petit plet, Éd. Brian S. Merrilees, Oxford, Blackwell, 1970